# Association féminine pour la défense du Jura
Die Association féminine pour la défense du Jura (AFDJ, «Vereinigung der Frauen für die Verteidigung des Jura») ist eine seit 1963 bestehende feministische Frauenorganisation in der Schweiz. Sie ist im Kanton Jura und im Berner Jura aktiv. Als angegliederte Organisation der separatistischen Bewegung Mouvement autonomiste jurassien (MAJ, früher Rassemblement jurassien) engagiert sie sich einerseits in der Jurafrage (Loslösung des Jura vom Kanton Bern), andererseits in der Frauenförderung.
In den ersten Jahren standen organisatorische und finanzielle Leistungen in der Auseinandersetzung um die Schaffung des Kantons Jura im Vordergrund. Dazu gehörten die Teilnahme an Kundgebungen und Abstimmungskampagnen, die Organisation eigener Kundgebungen und von Spendenaktionen, die Verbreitung von Propagandaschriften, die Durchführung von Unterschriftensammlungen, Staatskunde- und Geschichtsunterricht in den einzelnen Sektionen sowie Freizeit- und Kulturveranstaltungen. Als 1974 nach dem ersten Juraplebiszit feststand, dass ein neuer Kanton gegründet würde, verlagerte sich der Fokus auf die Frauenförderung und die Durchsetzung der Gleichstellung der Geschlechter. Dabei spielte die AFDJ eine Pionierrolle, indem sie unter ihrer damaligen Präsidentin Valentine Friedli durchsetzte, dass die Gleichstellung in der jurassischen Kantonsverfassung festgeschrieben wird. Ebenso setzte sie in der verfassunggebenden Versammlung die Schaffung eines Amtes für Gleichstellung durch, des ersten dieser Art in der Schweiz.
Die AFDJ ist als Verein organisiert und ist wie die übrigen angeschlossenen Organisationen des MAJ in dessen Direktionskomitee vertreten. Auf ihrem Höhepunkt in den 1970er Jahren zählte die AFDJ über 6000 Mitglieder, mittlerweile ist die Mitgliederzahl auf rund 2000 gesunken. Einerseits war mit der Kantonsgründung im Jahr 1979 das Hauptziel erreicht, andererseits ging das jurassische Gleichstellungsamt bald auf Distanz zur AFDJ.